# Sint-Martinuskerk (Koekelare)
De Sint-Martinuskerk is de kerk in het centrum van de Belgische gemeente Koekelare. De kerk staat in de dorpskern van de katholieke Sint-Martinusparochie van de hoofdgemeente. De parochie en de kerk zijn genoemd naar de heilige Martinus van Tours. De kerk is opgetrokken in baksteen in neogotische stijl en heeft een 65 meter hoge toren.
Een vorige kerk van op het einde van de 18de eeuw was 25 m lang en 22 m breed, en had een 38 m hoge toren. Deze kerk was echter te klein geworden. Omstreeks 1878 werden de gotische kruisbeuk en geveltoren afgebroken; in de plaats kwam een neogotische kerk van vijf traveeën. In 1910 werd ook de rest van de oude kerk bijna volledig gesloopt, toen men de kerk oostwaarts verlengde met een grote kruisbeuk en drie koren. Op de viering bouwde men een nieuwe achtzijdige middentoren. Deze toren is 65 meter hoog en draagt drie klokken. De kerk zelf is 60 m lang en 22 m breed, de kruisbeuk meet 35 m. De hoogte van het schip is 17 tot 19 m.
In de kerk bevinden zich drie biechtstoelen en een kansel uit de 18de eeuw.

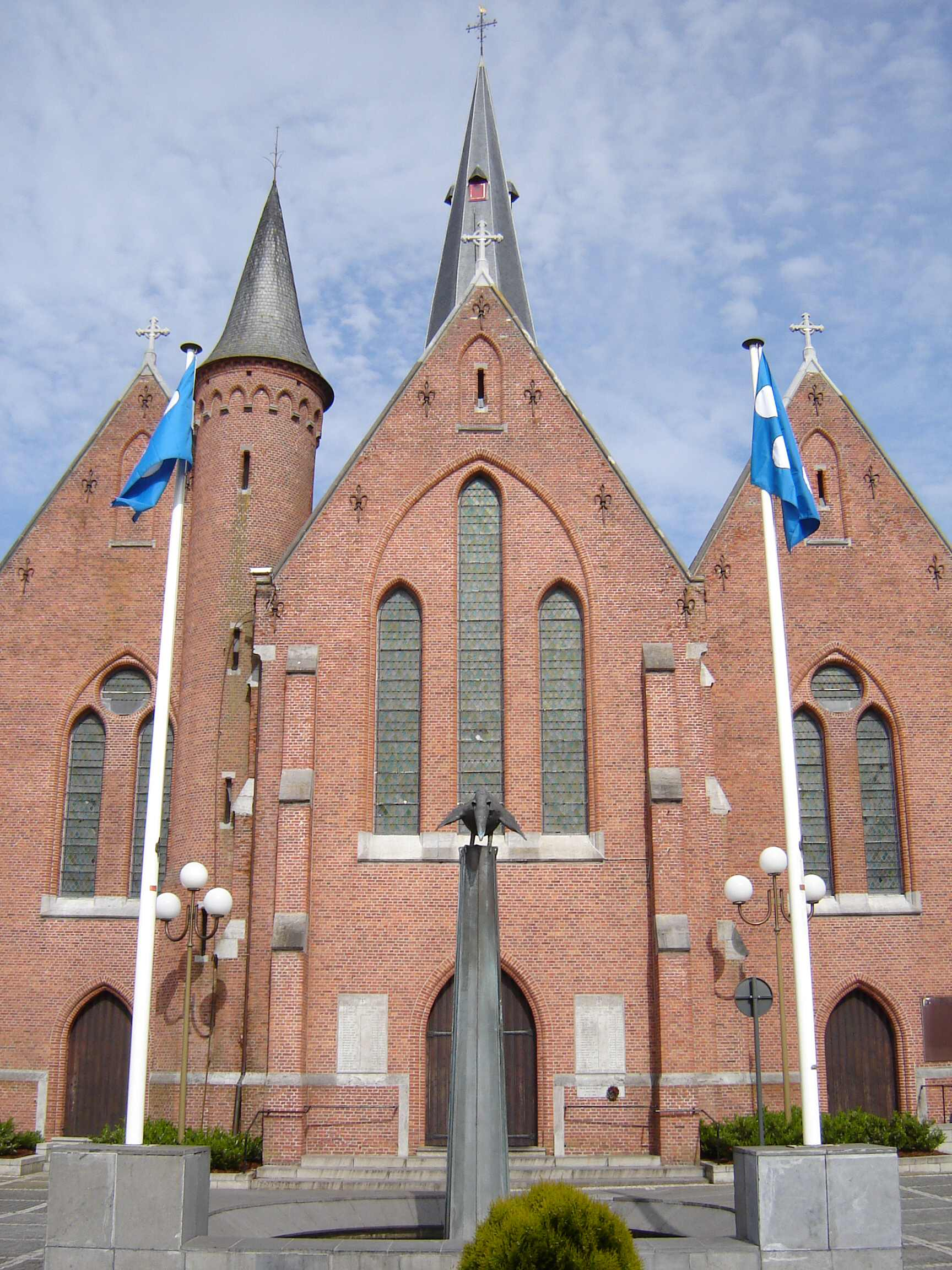
Ingang van de Sint-Martinuskerk op het Concertplein
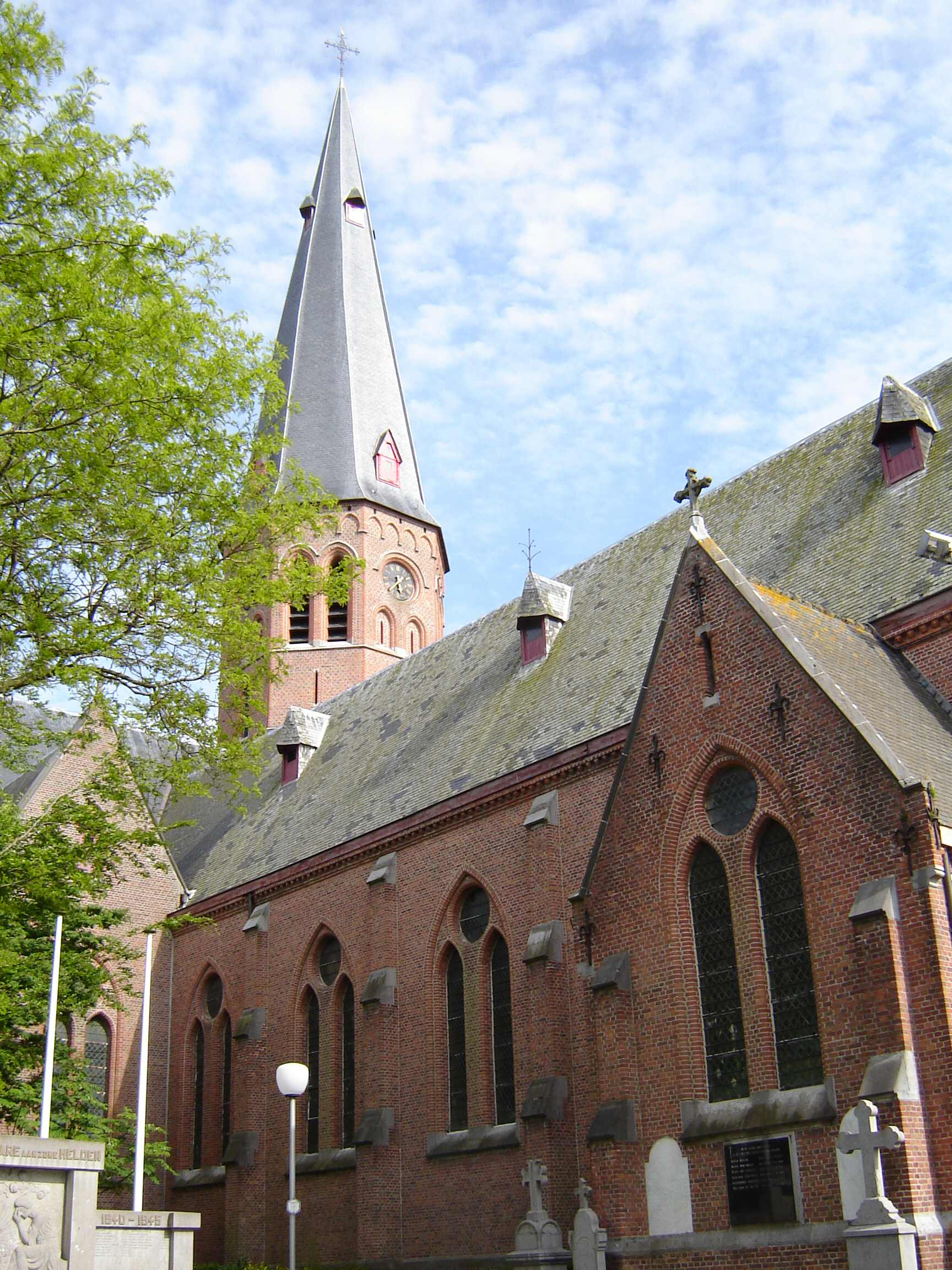
Sint-Martinuskerk en de toren, gezien vanaf de noordzijde
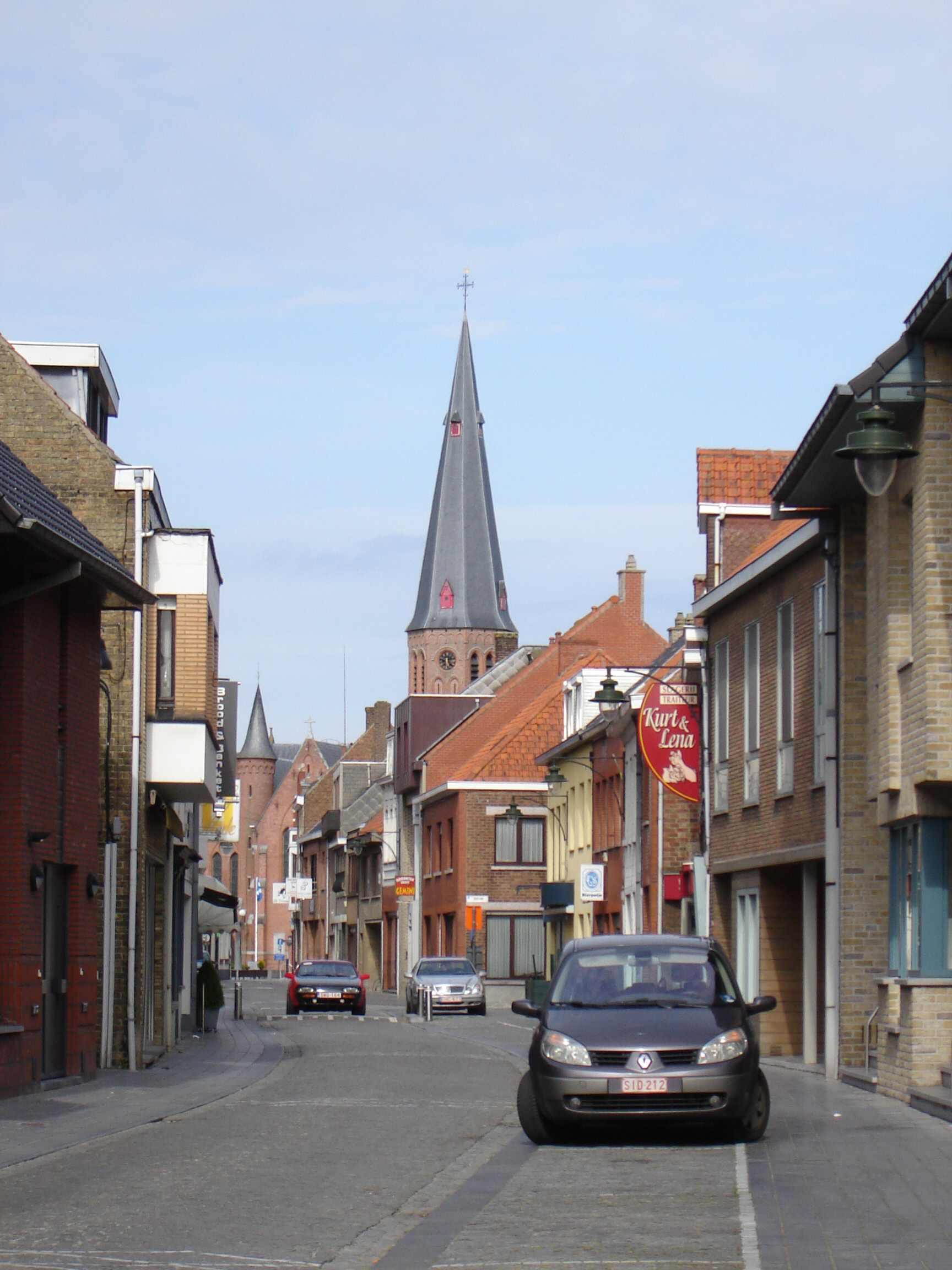
Sint-Martinuskerk gezien vanuit de Dorpsstraat